# Thestor swanepoeli
Thestor swanepoeli är en fjärilsart som beskrevs av Terence Dale Pennington 1971. Thestor swanepoeli ingår i släktet Thestor och familjen juvelvingar. IUCN kategoriserar arten globalt som sårbar. Inga underarter finns listade i Catalogue of Life.